# 川口士
川口 士（かわぐち つかさ、1979年2月22日 - ）は、日本のライトノベル作家。大東文化大学文学部卒業、日本推理作家協会会員。

## 概要
2006年、第18回ファンタジア長編小説大賞〈大賞〉受賞作『戦鬼 ―イクサオニ―』でデビュー。また同年、『ステレオタイプ・パワープレイ』にて第3回スクウェア・エニックス小説大賞〈入選〉も果たした。幼少期から様々な本を読んでおり、初めてのライトノベルは水野良の『ロードス島戦記』だった。勤務していた会社を辞めた後、30歳までに作家になれなかったら諦めると決め、作家を目指した。

## 作品リスト
富士見ファンタジア文庫
- 『戦鬼 ―イクサオニ―』（イラスト: 一之瀬綾子） ISBN 4-8291-1865-2[3]
- 『ライタークロイス』シリーズ（イラスト: 柴倉乃杏）

1. ISBN 978-4-8291-1947-1
2. ISBN 978-4-8291-1993-8
3. ISBN 978-4-8291-3274-6
4. ISBN 978-4-8291-3314-9
5. ISBN 978-4-8291-3351-4

- 『漂う書庫のヴェルテ・テラ』シリーズ（イラスト: 雛祭桃子）

1. ISBN 978-4-8291-3453-5
2. ISBN 978-4-8291-3489-4
3. ISBN 978-4-8291-3531-0
4. ISBN 978-4-8291-3575-4
5. ISBN 978-4-8291-3619-5

スクウェア・エニックス・ノベルズ
- 『ステレオタイプ・パワープレイ』シリーズ[4]（イラスト: ぴと）

1. ステレオタイプ・パワープレイ ISBN 978-4-7575-1990-9
2. ステレオタイプ・パワープレイ2 〜イビルアイズ〜 ISBN 978-4-7575-2199-5

一迅社文庫
- 『星図詠のリーナ』シリーズ（イラスト: 南野彼方）

1. ISBN 978-4-7580-4068-6
2. ISBN 978-4-7580-4097-6
3. ISBN 978-4-7580-4164-5

- 『桐野くんには彼女がいない!?』（イラスト: 美弥月いつか） ISBN 978-4-7580-4153-9
- 『千の魔剣と盾の乙女』シリーズ（イラスト：アシオ）
- 『この家に勇者様もしくは救世主さまはいらっしゃいませんか?!』シリーズ[4]（イラスト: 鈴木屋16号店（1-2巻）、美弥月いつか（3巻から））

1. ISBN 978-4-7580-4299-4
2. ISBN 978-4-7580-4300-7
3. ISBN 978-4-7580-4343-4
4. ISBN 978-4-7580-4344-1

- 『銀煌の騎士勲章』シリーズ（イラスト: アシオ）

1. ISBN 978-4-7580-4593-3
2. ISBN 978-4-7580-4594-0
3. ISBN 978-4-7580-4647-3

- 『折れた聖剣と帝冠の剣姫』シリーズ（イラスト: 八坂ミナト）

1. ISBN 978-4-7580-4785-2
2. ISBN 978-4-7580-4817-0
3. ISBN 978-4-7580-4864-4
4. ISBN 978-4-7580-4897-2

MF文庫J
- 『魔弾の王と戦姫』シリーズ（イラスト: よし☆ヲ→片桐雛太）[5]

ダッシュエックス文庫
- 『魔弾の王と戦姫』シリーズ（イラスト: 白谷こなか）（※MF文庫J版の合冊版、電子書籍版のみ）
- 『魔弾の王と凍漣の雪姫』シリーズ（イラスト: 美弥月いつか）
- 『魔弾の王と叛神の輝剣』シリーズ（イラスト: 美弥月いつか）
- 『魔弾の王と極夜の輝姫』シリーズ（イラスト: 植田亮）
- 『黒獅子城奇譚』シリーズ （イラスト: 八坂ミナト）

1. ISBN 978-4-08-631279-0

- 『帝剣のパラベラム』（イラスト: kakao）

1. ISBN 978-4-08-631347-6

- 『千の魔剣と盾の乙女』シリーズ（イラスト：nio）（※一迅社文庫版の合冊版、電子書籍版のみ）

単行本未収録作品
- 『幅5センチのスキマノムコウ』（イラスト: 巻田佳春） ガンガンONLINE2008年11月13日更新分